# Armando Marenzi
Armando Marenzi (Sebenico, 16 marzo 1966) è un allenatore di calcio ed ex calciatore croato, di ruolo centrocampista.